# Duque de Lafões
O título de Duque de Lafões foi criado por decreto de 17 de Fevereiro de 1718 e confirmado por carta de 5 de Setembro do mesmo ano, do rei D. João V de Portugal, em favor de seu sobrinho D. Pedro Henrique de Bragança, filho do infante D. Miguel de Bragança, um filho ilegítimo que seu pai Pedro II de Portugal tivera de uma senhora francesa de nome Ana Armanda de Vergé.
A residência principal da família dos Duques de Lafões era o Palácio do Grilo.
Não tendo gerado descendência legítima, o título passou para o irmão, o general João Carlos de Bragança, o mais famoso duque daquele título. Entretanto, a mãe de ambos, Luísa Casimira de Sousa Nassau e Ligne, foi a primeira a usar o título de duquesa de Lafões.

## Lista de Duques de Lafões
Dona Luísa Casimira de Sousa Nassau e Ligne (1694-1729), casada com o filho bastardo de D. Pedro II de Portugal, D. Miguel de Bragança, usou o título de duquesa (não titular) de Lafões.
Titulares
1. D. Pedro Henrique de Bragança (1718–1761), primogénito dos anteriores.
2. João Carlos de Bragança (1719–1806); irmão do antecessor.
3. Dona Ana Maria de Bragança e Ligne de Sousa Tavares Mascarenhas da Silva (1797–1851).
4. D. Caetano Segismundo de Bragança e Ligne de Sousa Tavares Mascarenhas da Silva (1856–1927); neto da antecessora.
5. D. Afonso de Bragança (1893-1946), 5º Duque de Lafões; filho do antecessor. Casado com Dona Alice de Macedo.
6. D. Lopo de Bragança (1921-2008), 6º Duque de Lafões; filho do antecessor. Casado com Dona Maria José da Graça Salvação Barreto, sem descendência.
7. D. Afonso Caetano de Barros e Carvalhosa de Bragança (1956-2021), 7º Duque de Lafões; sobrinho paterno do antecessor, deixando descendência do 1o casamento. Casado com Dona Maria Teresa de Lancastre Black Ramada-Curto de Bragança.
8. D. Miguel Bernardo de Casal Ribeiro Bravo de Bragança (1982).

## Arvore Genealógica[3]
A Casa Ducal de Lafões surgiu do casamento do infante D. Miguel (filho legitimado do rei D. Pedro II), com D. Luísa Casimira de Sousa Nassau e Ligne, herdeira dos Sousa-Arronches.
|  |  |  |  |  |  |  |  |                                           |                                           |                                           |                                           |                                           |                                           |  |  |  |  |                                                                                   |                                                                                   |                                                                                   |                                                                                   |                                                                                   |                                                                                   |  |  | | | | | | |  |  |                                                                               |                                                                               |                                                                               |                                                                               |                                                                               |                                                                               |  |  |                                                              |                                                              |                                                              |                                                              |                                                              |                                                              |  |  |  |  |  |  |  |  |
|  |  |  |  |  |  |  |  |                                           |                                           |                                           |                                           |                                           |                                           |  |  |  |  |                                                                                   |                                                                                   |                                                                                   |                                                                                   |                                                                                   |                                                                                   |  |  | | | | | | |  |  |                                                                               |                                                                               |                                                                               |                                                                               |                                                                               |                                                                               |  |  |                                                              |                                                              |                                                              |                                                              |                                                              |                                                              |  |  |  |  |  |  |  |  |
|  |  |  |  |  |  |  |  | Pedro II [1648-1706] Rei de Portugal 1683 | Pedro II [1648-1706] Rei de Portugal 1683 | Pedro II [1648-1706] Rei de Portugal 1683 | Pedro II [1648-1706] Rei de Portugal 1683 | Pedro II [1648-1706] Rei de Portugal 1683 | Pedro II [1648-1706] Rei de Portugal 1683 |  |  |  |  |                                                                                   |                                                                                   |                                                                                   |                                                                                   |                                                                                   |                                                                                   |  |  | Mariana de Sousa [1672-1743] C. de Miranda do Corvo 1672 M. de Arronches 1706 Sr. da Casa de Sousa 1481-1519 | Mariana de Sousa [1672-1743] C. de Miranda do Corvo 1672 M. de Arronches 1706 Sr. da Casa de Sousa 1481-1519 | Mariana de Sousa [1672-1743] C. de Miranda do Corvo 1672 M. de Arronches 1706 Sr. da Casa de Sousa 1481-1519 | Mariana de Sousa [1672-1743] C. de Miranda do Corvo 1672 M. de Arronches 1706 Sr. da Casa de Sousa 1481-1519 | Mariana de Sousa [1672-1743] C. de Miranda do Corvo 1672 M. de Arronches 1706 Sr. da Casa de Sousa 1481-1519 | Mariana de Sousa [1672-1743] C. de Miranda do Corvo 1672 M. de Arronches 1706 Sr. da Casa de Sousa 1481-1519 |  |  | Carlos José de Ligne [1661-1713]                                              | Carlos José de Ligne [1661-1713]                                              | Carlos José de Ligne [1661-1713]                                              | Carlos José de Ligne [1661-1713]                                              | Carlos José de Ligne [1661-1713]                                              | Carlos José de Ligne [1661-1713]                                              |  |  | Henrique [1644-1702] 4º Príncipe de Ligne e do Sacro Império | Henrique [1644-1702] 4º Príncipe de Ligne e do Sacro Império | Henrique [1644-1702] 4º Príncipe de Ligne e do Sacro Império | Henrique [1644-1702] 4º Príncipe de Ligne e do Sacro Império | Henrique [1644-1702] 4º Príncipe de Ligne e do Sacro Império | Henrique [1644-1702] 4º Príncipe de Ligne e do Sacro Império |  |  |  |  |  |  |  |  |
|  |  |  |  |  |  |  |  | Pedro II [1648-1706] Rei de Portugal 1683 | Pedro II [1648-1706] Rei de Portugal 1683 | Pedro II [1648-1706] Rei de Portugal 1683 | Pedro II [1648-1706] Rei de Portugal 1683 | Pedro II [1648-1706] Rei de Portugal 1683 | Pedro II [1648-1706] Rei de Portugal 1683 |  |  |  |  |                                                                                   |                                                                                   |                                                                                   |                                                                                   |                                                                                   |                                                                                   |  |  | Mariana de Sousa [1672-1743] C. de Miranda do Corvo 1672 M. de Arronches 1706 Sr. da Casa de Sousa 1481-1519 | Mariana de Sousa [1672-1743] C. de Miranda do Corvo 1672 M. de Arronches 1706 Sr. da Casa de Sousa 1481-1519 | Mariana de Sousa [1672-1743] C. de Miranda do Corvo 1672 M. de Arronches 1706 Sr. da Casa de Sousa 1481-1519 | Mariana de Sousa [1672-1743] C. de Miranda do Corvo 1672 M. de Arronches 1706 Sr. da Casa de Sousa 1481-1519 | Mariana de Sousa [1672-1743] C. de Miranda do Corvo 1672 M. de Arronches 1706 Sr. da Casa de Sousa 1481-1519 | Mariana de Sousa [1672-1743] C. de Miranda do Corvo 1672 M. de Arronches 1706 Sr. da Casa de Sousa 1481-1519 |  |  | Carlos José de Ligne [1661-1713]                                              | Carlos José de Ligne [1661-1713]                                              | Carlos José de Ligne [1661-1713]                                              | Carlos José de Ligne [1661-1713]                                              | Carlos José de Ligne [1661-1713]                                              | Carlos José de Ligne [1661-1713]                                              |  |  | Henrique [1644-1702] 4º Príncipe de Ligne e do Sacro Império | Henrique [1644-1702] 4º Príncipe de Ligne e do Sacro Império | Henrique [1644-1702] 4º Príncipe de Ligne e do Sacro Império | Henrique [1644-1702] 4º Príncipe de Ligne e do Sacro Império | Henrique [1644-1702] 4º Príncipe de Ligne e do Sacro Império | Henrique [1644-1702] 4º Príncipe de Ligne e do Sacro Império |  |  |  |  |  |  |  |  |
|  |  |  |  |  |  |  |  |                                           |                                           |                                           |                                           |                                           |                                           |  |  |  |  |                                                                                   |                                                                                   |                                                                                   |                                                                                   |                                                                                   |                                                                                   |  |  | | | | | | |  |  |                                                                               |                                                                               |                                                                               |                                                                               |                                                                               |                                                                               |  |  |                                                              |                                                              |                                                              |                                                              |                                                              |                                                              |  |  |  |  |  |  |  |  |
|  |  |  |  |  |  |  |  |                                           |                                           |                                           |                                           |                                           |                                           |  |  |  |  |                                                                                   |                                                                                   |                                                                                   |                                                                                   |                                                                                   |                                                                                   |  |  | | | | | | |  |  |                                                                               |                                                                               |                                                                               |                                                                               |                                                                               |                                                                               |  |  |                                                              |                                                              |                                                              |                                                              |                                                              |                                                              |  |  |  |  |  |  |  |  |
|  |  |  |  |  |  |  |  | João V [1689-1750] Rei de Portugal 1706   | João V [1689-1750] Rei de Portugal 1706   | João V [1689-1750] Rei de Portugal 1706   | João V [1689-1750] Rei de Portugal 1706   | João V [1689-1750] Rei de Portugal 1706   | João V [1689-1750] Rei de Portugal 1706   |  |  |  |  | Miguel de Bragança [1699-1724] infante legitimado 1704                            | Miguel de Bragança [1699-1724] infante legitimado 1704                            | Miguel de Bragança [1699-1724] infante legitimado 1704                            | Miguel de Bragança [1699-1724] infante legitimado 1704                            | Miguel de Bragança [1699-1724] infante legitimado 1704                            | Miguel de Bragança [1699-1724] infante legitimado 1704                            |  |  | Luísa Casimira de Sousa Nassau e Ligne [1694-1729] D. não titular de Lafões herdeira da Casa de Sousa        | Luísa Casimira de Sousa Nassau e Ligne [1694-1729] D. não titular de Lafões herdeira da Casa de Sousa        | Luísa Casimira de Sousa Nassau e Ligne [1694-1729] D. não titular de Lafões herdeira da Casa de Sousa        | Luísa Casimira de Sousa Nassau e Ligne [1694-1729] D. não titular de Lafões herdeira da Casa de Sousa        | Luísa Casimira de Sousa Nassau e Ligne [1694-1729] D. não titular de Lafões herdeira da Casa de Sousa        | Luísa Casimira de Sousa Nassau e Ligne [1694-1729] D. não titular de Lafões herdeira da Casa de Sousa        |  |  |                                                                               |                                                                               |                                                                               |                                                                               |                                                                               |                                                                               |  |  |                                                              |                                                              |                                                              |                                                              |                                                              |                                                              |  |  |  |  |  |  |  |  |
|  |  |  |  |  |  |  |  | João V [1689-1750] Rei de Portugal 1706   | João V [1689-1750] Rei de Portugal 1706   | João V [1689-1750] Rei de Portugal 1706   | João V [1689-1750] Rei de Portugal 1706   | João V [1689-1750] Rei de Portugal 1706   | João V [1689-1750] Rei de Portugal 1706   |  |  |  |  | Miguel de Bragança [1699-1724] infante legitimado 1704                            | Miguel de Bragança [1699-1724] infante legitimado 1704                            | Miguel de Bragança [1699-1724] infante legitimado 1704                            | Miguel de Bragança [1699-1724] infante legitimado 1704                            | Miguel de Bragança [1699-1724] infante legitimado 1704                            | Miguel de Bragança [1699-1724] infante legitimado 1704                            |  |  | Luísa Casimira de Sousa Nassau e Ligne [1694-1729] D. não titular de Lafões herdeira da Casa de Sousa        | Luísa Casimira de Sousa Nassau e Ligne [1694-1729] D. não titular de Lafões herdeira da Casa de Sousa        | Luísa Casimira de Sousa Nassau e Ligne [1694-1729] D. não titular de Lafões herdeira da Casa de Sousa        | Luísa Casimira de Sousa Nassau e Ligne [1694-1729] D. não titular de Lafões herdeira da Casa de Sousa        | Luísa Casimira de Sousa Nassau e Ligne [1694-1729] D. não titular de Lafões herdeira da Casa de Sousa        | Luísa Casimira de Sousa Nassau e Ligne [1694-1729] D. não titular de Lafões herdeira da Casa de Sousa        |  |  |                                                                               |                                                                               |                                                                               |                                                                               |                                                                               |                                                                               |  |  |                                                              |                                                              |                                                              |                                                              |                                                              |                                                              |  |  |  |  |  |  |  |  |
|  |  |  |  |  |  |  |  |                                           |                                           |                                           |                                           |                                           |                                           |  |  |  |  |                                                                                   |                                                                                   |                                                                                   |                                                                                   |                                                                                   |                                                                                   |  |  | | | | | | |  |  |                                                                               |                                                                               |                                                                               |                                                                               |                                                                               |                                                                               |  |  |                                                              |                                                              |                                                              |                                                              |                                                              |                                                              |  |  |  |  |  |  |  |  |
|  |  |  |  |  |  |  |  |                                           |                                           |                                           |                                           |                                           |                                           |  |  |  |  |                                                                                   |                                                                                   |                                                                                   |                                                                                   |                                                                                   |                                                                                   |  |  | | | | | | |  |  |                                                                               |                                                                               |                                                                               |                                                                               |                                                                               |                                                                               |  |  |                                                              |                                                              |                                                              |                                                              |                                                              |                                                              |  |  |  |  |  |  |  |  |
|  |  |  |  |  |  |  |  |                                           |                                           |                                           |                                           |                                           |                                           |  |  |  |  | Pedro Henrique de Bragança e Ligne [1718-1761] 1º D. de Lafões 1718               | Pedro Henrique de Bragança e Ligne [1718-1761] 1º D. de Lafões 1718               | Pedro Henrique de Bragança e Ligne [1718-1761] 1º D. de Lafões 1718               | Pedro Henrique de Bragança e Ligne [1718-1761] 1º D. de Lafões 1718               | Pedro Henrique de Bragança e Ligne [1718-1761] 1º D. de Lafões 1718               | Pedro Henrique de Bragança e Ligne [1718-1761] 1º D. de Lafões 1718               |  |  | João Carlos de Bragança [1719-1806] 2º D. de Lafões 1761                                                     | João Carlos de Bragança [1719-1806] 2º D. de Lafões 1761                                                     | João Carlos de Bragança [1719-1806] 2º D. de Lafões 1761                                                     | João Carlos de Bragança [1719-1806] 2º D. de Lafões 1761                                                     | João Carlos de Bragança [1719-1806] 2º D. de Lafões 1761                                                     | João Carlos de Bragança [1719-1806] 2º D. de Lafões 1761                                                     |  |  | Henriqueta Júlia de Lorena e Meneses [1772-1819] herdeira da Casa de Marialva | Henriqueta Júlia de Lorena e Meneses [1772-1819] herdeira da Casa de Marialva | Henriqueta Júlia de Lorena e Meneses [1772-1819] herdeira da Casa de Marialva | Henriqueta Júlia de Lorena e Meneses [1772-1819] herdeira da Casa de Marialva | Henriqueta Júlia de Lorena e Meneses [1772-1819] herdeira da Casa de Marialva | Henriqueta Júlia de Lorena e Meneses [1772-1819] herdeira da Casa de Marialva |  |  |                                                              |                                                              |                                                              |                                                              |                                                              |                                                              |  |  |  |  |  |  |  |  |
|  |  |  |  |  |  |  |  |                                           |                                           |                                           |                                           |                                           |                                           |  |  |  |  | Pedro Henrique de Bragança e Ligne [1718-1761] 1º D. de Lafões 1718               | Pedro Henrique de Bragança e Ligne [1718-1761] 1º D. de Lafões 1718               | Pedro Henrique de Bragança e Ligne [1718-1761] 1º D. de Lafões 1718               | Pedro Henrique de Bragança e Ligne [1718-1761] 1º D. de Lafões 1718               | Pedro Henrique de Bragança e Ligne [1718-1761] 1º D. de Lafões 1718               | Pedro Henrique de Bragança e Ligne [1718-1761] 1º D. de Lafões 1718               |  |  | João Carlos de Bragança [1719-1806] 2º D. de Lafões 1761                                                     | João Carlos de Bragança [1719-1806] 2º D. de Lafões 1761                                                     | João Carlos de Bragança [1719-1806] 2º D. de Lafões 1761                                                     | João Carlos de Bragança [1719-1806] 2º D. de Lafões 1761                                                     | João Carlos de Bragança [1719-1806] 2º D. de Lafões 1761                                                     | João Carlos de Bragança [1719-1806] 2º D. de Lafões 1761                                                     |  |  | Henriqueta Júlia de Lorena e Meneses [1772-1819] herdeira da Casa de Marialva | Henriqueta Júlia de Lorena e Meneses [1772-1819] herdeira da Casa de Marialva | Henriqueta Júlia de Lorena e Meneses [1772-1819] herdeira da Casa de Marialva | Henriqueta Júlia de Lorena e Meneses [1772-1819] herdeira da Casa de Marialva | Henriqueta Júlia de Lorena e Meneses [1772-1819] herdeira da Casa de Marialva | Henriqueta Júlia de Lorena e Meneses [1772-1819] herdeira da Casa de Marialva |  |  |                                                              |                                                              |                                                              |                                                              |                                                              |                                                              |  |  |  |  |  |  |  |  |
|  |  |  |  |  |  |  |  |                                           |                                           |                                           |                                           |                                           |                                           |  |  |  |  |                                                                                   |                                                                                   |                                                                                   |                                                                                   |                                                                                   |                                                                                   |  |  | | | | | | |  |  |                                                                               |                                                                               |                                                                               |                                                                               |                                                                               |                                                                               |  |  |                                                              |                                                              |                                                              |                                                              |                                                              |                                                              |  |  |  |  |  |  |  |  |
|  |  |  |  |  |  |  |  |                                           |                                           |                                           |                                           |                                           |                                           |  |  |  |  |                                                                                   |                                                                                   |                                                                                   |                                                                                   |                                                                                   |                                                                                   |  |  | | | | | | |  |  |                                                                               |                                                                               |                                                                               |                                                                               |                                                                               |                                                                               |  |  |                                                              |                                                              |                                                              |                                                              |                                                              |                                                              |  |  |  |  |  |  |  |  |
|  |  |  |  |  |  |  |  | Casa Real de Portugal                     | Casa Real de Portugal                     | Casa Real de Portugal                     | Casa Real de Portugal                     | Casa Real de Portugal                     | Casa Real de Portugal                     |  |  |  |  | José João de Bragança [1795-1801] 1º D. de Miranda do Corvo                       | José João de Bragança [1795-1801] 1º D. de Miranda do Corvo                       | José João de Bragança [1795-1801] 1º D. de Miranda do Corvo                       | José João de Bragança [1795-1801] 1º D. de Miranda do Corvo                       | José João de Bragança [1795-1801] 1º D. de Miranda do Corvo                       | José João de Bragança [1795-1801] 1º D. de Miranda do Corvo                       |  |  | Ana Maria de Bragança e Ligne [1797-1851] 3ª D. de Lafões 1806                                               | Ana Maria de Bragança e Ligne [1797-1851] 3ª D. de Lafões 1806                                               | Ana Maria de Bragança e Ligne [1797-1851] 3ª D. de Lafões 1806                                               | Ana Maria de Bragança e Ligne [1797-1851] 3ª D. de Lafões 1806                                               | Ana Maria de Bragança e Ligne [1797-1851] 3ª D. de Lafões 1806                                               | Ana Maria de Bragança e Ligne [1797-1851] 3ª D. de Lafões 1806                                               |  |  | Segismundo Caetano Álvares Pereira de Melo [1800-1867] M. de Cadaval          | Segismundo Caetano Álvares Pereira de Melo [1800-1867] M. de Cadaval          | Segismundo Caetano Álvares Pereira de Melo [1800-1867] M. de Cadaval          | Segismundo Caetano Álvares Pereira de Melo [1800-1867] M. de Cadaval          | Segismundo Caetano Álvares Pereira de Melo [1800-1867] M. de Cadaval          | Segismundo Caetano Álvares Pereira de Melo [1800-1867] M. de Cadaval          |  |  | Casa Principesca de Ligne                                    | Casa Principesca de Ligne                                    | Casa Principesca de Ligne                                    | Casa Principesca de Ligne                                    | Casa Principesca de Ligne                                    | Casa Principesca de Ligne                                    |  |  |  |  |  |  |  |  |
|  |  |  |  |  |  |  |  | Casa Real de Portugal                     | Casa Real de Portugal                     | Casa Real de Portugal                     | Casa Real de Portugal                     | Casa Real de Portugal                     | Casa Real de Portugal                     |  |  |  |  | José João de Bragança [1795-1801] 1º D. de Miranda do Corvo                       | José João de Bragança [1795-1801] 1º D. de Miranda do Corvo                       | José João de Bragança [1795-1801] 1º D. de Miranda do Corvo                       | José João de Bragança [1795-1801] 1º D. de Miranda do Corvo                       | José João de Bragança [1795-1801] 1º D. de Miranda do Corvo                       | José João de Bragança [1795-1801] 1º D. de Miranda do Corvo                       |  |  | Ana Maria de Bragança e Ligne [1797-1851] 3ª D. de Lafões 1806                                               | Ana Maria de Bragança e Ligne [1797-1851] 3ª D. de Lafões 1806                                               | Ana Maria de Bragança e Ligne [1797-1851] 3ª D. de Lafões 1806                                               | Ana Maria de Bragança e Ligne [1797-1851] 3ª D. de Lafões 1806                                               | Ana Maria de Bragança e Ligne [1797-1851] 3ª D. de Lafões 1806                                               | Ana Maria de Bragança e Ligne [1797-1851] 3ª D. de Lafões 1806                                               |  |  | Segismundo Caetano Álvares Pereira de Melo [1800-1867] M. de Cadaval          | Segismundo Caetano Álvares Pereira de Melo [1800-1867] M. de Cadaval          | Segismundo Caetano Álvares Pereira de Melo [1800-1867] M. de Cadaval          | Segismundo Caetano Álvares Pereira de Melo [1800-1867] M. de Cadaval          | Segismundo Caetano Álvares Pereira de Melo [1800-1867] M. de Cadaval          | Segismundo Caetano Álvares Pereira de Melo [1800-1867] M. de Cadaval          |  |  | Casa Principesca de Ligne                                    | Casa Principesca de Ligne                                    | Casa Principesca de Ligne                                    | Casa Principesca de Ligne                                    | Casa Principesca de Ligne                                    | Casa Principesca de Ligne                                    |  |  |  |  |  |  |  |  |
|  |  |  |  |  |  |  |  |                                           |                                           |                                           |                                           |                                           |                                           |  |  |  |  |                                                                                   |                                                                                   |                                                                                   |                                                                                   |                                                                                   |                                                                                   |  |  | | | | | | |  |  |                                                                               |                                                                               |                                                                               |                                                                               |                                                                               |                                                                               |  |  |                                                              |                                                              |                                                              |                                                              |                                                              |                                                              |  |  |  |  |  |  |  |  |
|  |  |  |  |  |  |  |  |                                           |                                           |                                           |                                           |                                           |                                           |  |  |  |  |                                                                                   |                                                                                   |                                                                                   |                                                                                   |                                                                                   |                                                                                   |  |  | | | | | | |  |  |                                                                               |                                                                               |                                                                               |                                                                               |                                                                               |                                                                               |  |  |                                                              |                                                              |                                                              |                                                              |                                                              |                                                              |  |  |  |  |  |  |  |  |
|  |  |  |  |  |  |  |  |                                           |                                           |                                           |                                           |                                           |                                           |  |  |  |  |                                                                                   |                                                                                   |                                                                                   |                                                                                   |                                                                                   |                                                                                   |  |  | Maria Carlota [1820-1865] herdeira da Casa (não se encartou)                                                 | Maria Carlota [1820-1865] herdeira da Casa (não se encartou)                                                 | Maria Carlota [1820-1865] herdeira da Casa (não se encartou)                                                 | Maria Carlota [1820-1865] herdeira da Casa (não se encartou)                                                 | Maria Carlota [1820-1865] herdeira da Casa (não se encartou)                                                 | Maria Carlota [1820-1865] herdeira da Casa (não se encartou)                                                 |  |  | Pedro João de Portugal e Castro [1830-1878] 4º filho do M. de Valença         | Pedro João de Portugal e Castro [1830-1878] 4º filho do M. de Valença         | Pedro João de Portugal e Castro [1830-1878] 4º filho do M. de Valença         | Pedro João de Portugal e Castro [1830-1878] 4º filho do M. de Valença         | Pedro João de Portugal e Castro [1830-1878] 4º filho do M. de Valença         | Pedro João de Portugal e Castro [1830-1878] 4º filho do M. de Valença         |  |  |                                                              |                                                              |                                                              |                                                              |                                                              |                                                              |  |  |  |  |  |  |  |  |
|  |  |  |  |  |  |  |  |                                           |                                           |                                           |                                           |                                           |                                           |  |  |  |  |                                                                                   |                                                                                   |                                                                                   |                                                                                   |                                                                                   |                                                                                   |  |  | Maria Carlota [1820-1865] herdeira da Casa (não se encartou)                                                 | Maria Carlota [1820-1865] herdeira da Casa (não se encartou)                                                 | Maria Carlota [1820-1865] herdeira da Casa (não se encartou)                                                 | Maria Carlota [1820-1865] herdeira da Casa (não se encartou)                                                 | Maria Carlota [1820-1865] herdeira da Casa (não se encartou)                                                 | Maria Carlota [1820-1865] herdeira da Casa (não se encartou)                                                 |  |  | Pedro João de Portugal e Castro [1830-1878] 4º filho do M. de Valença         | Pedro João de Portugal e Castro [1830-1878] 4º filho do M. de Valença         | Pedro João de Portugal e Castro [1830-1878] 4º filho do M. de Valença         | Pedro João de Portugal e Castro [1830-1878] 4º filho do M. de Valença         | Pedro João de Portugal e Castro [1830-1878] 4º filho do M. de Valença         | Pedro João de Portugal e Castro [1830-1878] 4º filho do M. de Valença         |  |  |                                                              |                                                              |                                                              |                                                              |                                                              |                                                              |  |  |  |  |  |  |  |  |
|  |  |  |  |  |  |  |  |                                           |                                           |                                           |                                           |                                           |                                           |  |  |  |  |                                                                                   |                                                                                   |                                                                                   |                                                                                   |                                                                                   |                                                                                   |  |  | | | | | | |  |  |                                                                               |                                                                               |                                                                               |                                                                               |                                                                               |                                                                               |  |  |                                                              |                                                              |                                                              |                                                              |                                                              |                                                              |  |  |  |  |  |  |  |  |
|  |  |  |  |  |  |  |  |                                           |                                           |                                           |                                           |                                           |                                           |  |  |  |  |                                                                                   |                                                                                   |                                                                                   |                                                                                   |                                                                                   |                                                                                   |  |  | | | | | | |  |  |                                                                               |                                                                               |                                                                               |                                                                               |                                                                               |                                                                               |  |  |                                                              |                                                              |                                                              |                                                              |                                                              |                                                              |  |  |  |  |  |  |  |  |
|  |  |  |  |  |  |  |  |                                           |                                           |                                           |                                           |                                           |                                           |  |  |  |  |                                                                                   |                                                                                   |                                                                                   |                                                                                   |                                                                                   |                                                                                   |  |  | Caetano Segismundo de Bragança e Ligne [1856-1927] 4º D. de Lafões Par do Reino 1882                         | | | | | |  |  |                                                                               |                                                                               |                                                                               |                                                                               |                                                                               |                                                                               |  |  |                                                              |                                                              |                                                              |                                                              |                                                              |                                                              |  |  |  |  |  |  |  |  |
|  |  |  |  |  |  |  |  |                                           |                                           |                                           |                                           |                                           |                                           |  |  |  |  |                                                                                   |                                                                                   |                                                                                   |                                                                                   |                                                                                   |                                                                                   |  |  | | | | | | |  |  |                                                                               |                                                                               |                                                                               |                                                                               |                                                                               |                                                                               |  |  |                                                              |                                                              |                                                              |                                                              |                                                              |                                                              |  |  |  |  |  |  |  |  |
|  |  |  |  |  |  |  |  |                                           |                                           |                                           |                                           |                                           |                                           |  |  |  |  |                                                                                   |                                                                                   |                                                                                   |                                                                                   |                                                                                   |                                                                                   |  |  | Afonso de Bragança [1893-1946] 2º D. de Miranda do Corvo 5º D. de Lafões                                     | | | | | |  |  |                                                                               |                                                                               |                                                                               |                                                                               |                                                                               |                                                                               |  |  |                                                              |                                                              |                                                              |                                                              |                                                              |                                                              |  |  |  |  |  |  |  |  |
|  |  |  |  |  |  |  |  |                                           |                                           |                                           |                                           |                                           |                                           |  |  |  |  |                                                                                   |                                                                                   |                                                                                   |                                                                                   |                                                                                   |                                                                                   |  |  | | | | | | |  |  |                                                                               |                                                                               |                                                                               |                                                                               |                                                                               |                                                                               |  |  |                                                              |                                                              |                                                              |                                                              |                                                              |                                                              |  |  |  |  |  |  |  |  |
|  |  |  |  |  |  |  |  |                                           |                                           |                                           |                                           |                                           |                                           |  |  |  |  |                                                                                   |                                                                                   |                                                                                   |                                                                                   |                                                                                   |                                                                                   |  |  | | | | | | |  |  |                                                                               |                                                                               |                                                                               |                                                                               |                                                                               |                                                                               |  |  |                                                              |                                                              |                                                              |                                                              |                                                              |                                                              |  |  |  |  |  |  |  |  |
|  |  |  |  |  |  |  |  |                                           |                                           |                                           |                                           |                                           |                                           |  |  |  |  | Lopo de Bragança [1921-2008] 6º D. de Lafões 9º M. de Arronches 7º M. de Marialva | Lopo de Bragança [1921-2008] 6º D. de Lafões 9º M. de Arronches 7º M. de Marialva | Lopo de Bragança [1921-2008] 6º D. de Lafões 9º M. de Arronches 7º M. de Marialva | Lopo de Bragança [1921-2008] 6º D. de Lafões 9º M. de Arronches 7º M. de Marialva | Lopo de Bragança [1921-2008] 6º D. de Lafões 9º M. de Arronches 7º M. de Marialva | Lopo de Bragança [1921-2008] 6º D. de Lafões 9º M. de Arronches 7º M. de Marialva |  |  | Miguel Bernardo de Bragança [1927-2002]                                                                      | Miguel Bernardo de Bragança [1927-2002]                                                                      | Miguel Bernardo de Bragança [1927-2002]                                                                      | Miguel Bernardo de Bragança [1927-2002]                                                                      | Miguel Bernardo de Bragança [1927-2002]                                                                      | Miguel Bernardo de Bragança [1927-2002]                                                                      |  |  | Diogo de Bragança [1930-...] 8º M. de Marialva                                | Diogo de Bragança [1930-...] 8º M. de Marialva                                | Diogo de Bragança [1930-...] 8º M. de Marialva                                | Diogo de Bragança [1930-...] 8º M. de Marialva                                | Diogo de Bragança [1930-...] 8º M. de Marialva                                | Diogo de Bragança [1930-...] 8º M. de Marialva                                |  |  |                                                              |                                                              |                                                              |                                                              |                                                              |                                                              |  |  |  |  |  |  |  |  |
|  |  |  |  |  |  |  |  |                                           |                                           |                                           |                                           |                                           |                                           |  |  |  |  | Lopo de Bragança [1921-2008] 6º D. de Lafões 9º M. de Arronches 7º M. de Marialva | Lopo de Bragança [1921-2008] 6º D. de Lafões 9º M. de Arronches 7º M. de Marialva | Lopo de Bragança [1921-2008] 6º D. de Lafões 9º M. de Arronches 7º M. de Marialva | Lopo de Bragança [1921-2008] 6º D. de Lafões 9º M. de Arronches 7º M. de Marialva | Lopo de Bragança [1921-2008] 6º D. de Lafões 9º M. de Arronches 7º M. de Marialva | Lopo de Bragança [1921-2008] 6º D. de Lafões 9º M. de Arronches 7º M. de Marialva |  |  | Miguel Bernardo de Bragança [1927-2002]                                                                      | Miguel Bernardo de Bragança [1927-2002]                                                                      | Miguel Bernardo de Bragança [1927-2002]                                                                      | Miguel Bernardo de Bragança [1927-2002]                                                                      | Miguel Bernardo de Bragança [1927-2002]                                                                      | Miguel Bernardo de Bragança [1927-2002]                                                                      |  |  | Diogo de Bragança [1930-...] 8º M. de Marialva                                | Diogo de Bragança [1930-...] 8º M. de Marialva                                | Diogo de Bragança [1930-...] 8º M. de Marialva                                | Diogo de Bragança [1930-...] 8º M. de Marialva                                | Diogo de Bragança [1930-...] 8º M. de Marialva                                | Diogo de Bragança [1930-...] 8º M. de Marialva                                |  |  |                                                              |                                                              |                                                              |                                                              |                                                              |                                                              |  |  |  |  |  |  |  |  |
|  |  |  |  |  |  |  |  |                                           |                                           |                                           |                                           |                                           |                                           |  |  |  |  |                                                                                   |                                                                                   |                                                                                   |                                                                                   |                                                                                   |                                                                                   |  |  | Afonso Caetano [1956-2021] 7º D. de Lafões                                                                   | | | | | |  |  |                                                                               |                                                                               |                                                                               |                                                                               |                                                                               |                                                                               |  |  |                                                              |                                                              |                                                              |                                                              |                                                              |                                                              |  |  |  |  |  |  |  |  |

Legenda :

D. = Duque(sa)

M. = Marquês(a)

C. = Conde(ssa)

Sr.= Senhor(a)